# Savār-e Bālā
Savār-e Bālā (persiska: سَوار, سوار بالا) är en ort i Iran.   Den ligger i provinsen Golestan, i den norra delen av landet, 400 km nordost om huvudstaden Teheran. Savār-e Bālā ligger 729 meter över havet och antalet invånare är 287.
Terrängen runt Savār-e Bālā är kuperad norrut, men söderut är den bergig. Terrängen runt Savār-e Bālā sluttar västerut. Runt Savār-e Bālā är det ganska glesbefolkat, med 48 invånare per kvadratkilometer. Närmaste större samhälle är Arjanlī, 4,6 km nordväst om Savār-e Bālā. I omgivningarna runt Savār-e Bālā växer i huvudsak blandskog.